# Liste des œuvres de Hugo Pratt
Cette page recense la bibliographie de Hugo Pratt par ordre chronologique. Sont ici énumérées uniquement ses bandes dessinées traduites en français, qu'il soit dessinateur ou scénariste.

## 1970-1979
- 1 Corto Maltese 1 : Rendez-vous à Bahia, Casterman, 1973
Scénario et dessin : Hugo Pratt
- 2 Corto Maltese 2 : L'Aigle du Brésil, Casterman, 1973
Scénario et dessin : Hugo Pratt
- 3 Corto Maltese 3 : La Conga des bananes, Casterman, 1974
Scénario et dessin : Hugo Pratt
- 4 Corto Maltese 4 : Vaudou pour Monsieur le Président, Casterman, 1974
Scénario et dessin : Hugo Pratt
- 5 Corto Maltese 5 : L'Ange à la fenêtre d'Orient, Casterman, 1975
Scénario et dessin : Hugo Pratt
- 1 Sergent Kirk 1 : La Vallée perdue, Sagédition, juin 1975
Scénario : Hector Oesterheld - Dessin : Hugo Pratt
- 6 Corto Maltese 1 : La Ballade de la mer salée, Casterman, 1975
Scénario et dessin : Hugo Pratt
- Sven, L'Homme des Caraïbes, Editions du Kangourou, 1976
Scénario et dessin : Hugo Pratt
- 1 Fort Wheeling, Casterman, 1976
Scénario et dessin : Hugo Pratt
- 1 Les Scorpions du désert, Casterman, 1977
Scénario et dessin : Hugo Pratt
- Capitaine Cormorant, Publicness, 1977
Scénario et dessin : Hugo Pratt
- 2 Sergent Kirk 2 : Le Bateau du Missouri, Sagédition, avril 1977
Scénario : Hector Oesterheld - Dessin : Hugo Pratt
- 3 Sergent Kirk 3 : La Poursuite, Sagédition, juillet 1977
Scénario : Hector Oesterheld - Dessin : Hugo Pratt
- 4 Sergent Kirk 4 : Le Secret de Wahtee, Sagédition, août 1977
Scénario : Hector Oesterheld - Dessin : Hugo Pratt
- 5 Sergent Kirk 5 : Le Tonnerre rouge, Sagédition, septembre 1977
Scénario : Hector Oesterheld - Dessin : Hugo Pratt
- 6 Sergent Kirk 6 : La Montagne des esprits, Sagédition, 1978
Scénario : Hector Oesterheld - Dessin : Hugo Pratt
- 7 Corto Maltese 2 : Les Éthiopiques, Casterman, 1978
Scénario et dessin : Hugo Pratt
- La Macumba du gringo, Dargaud, 1978
Scénario et dessin : Hugo Pratt
- 7 Sergent Kirk 7 : Tuskar le cruel, Sagédition, 1978
Scénario : Hector Oesterheld - Dessin : Hugo Pratt
- Ann de la jungle, Casterman, 1978
Scénario et dessin : Hugo Pratt
- À l'ouest de l'Eden, Dargaud, 1979
Scénario et dessin : Hugo Pratt
- 8 Corto Maltese 3 : Sous le signe du capricorne, Casterman, mars 1979
Scénario et dessin : Hugo Pratt
- 9 Corto Maltese 4 : Corto Maltese en Sibérie, Casterman, avril 1979
Scénario et dessin : Hugo Pratt
- Ernie Pike, Chroniques de guerre 1, Glénat, juin 1979
Scénario : Hector Oesterheld - Dessin : Hugo Pratt
- 10 Corto Maltese 5 : Toujours un peu plus loin, Casterman, octobre 1979
Scénario et dessin : Hugo Pratt
- Junglemen, Glénat, novembre 1979
Scénario : Alberto Ongaro - Dessin : Dino Battaglia, Hugo Pratt

## 1980-1989
- L'Île au trésor, Les Humanoïdes Associés, Paris, février 1980
Scénario : Robert Louis Stevenson - Dessin : Hugo Pratt - Couleurs : Anne Frognier
- 11 Corto Maltese 6 : Les Celtiques, Casterman, avril 1980
Scénario et dessin : Hugo Pratt
- Les Jouets du général, Les Humanoïdes Associés, Paris, mai 1980
Scénario : Alberto Ongaro - Dessin : Hugo Pratt
- Ernie Pike, Chroniques de guerre 2, Glénat, septembre 1980
Scénario : Hector Oesterheld - Dessin : Hugo Pratt
- Jésuite Joe (en), Dargaud, octobre 1980
Scénario et dessin : Hugo Pratt - Couleurs : Patrizia Zanotti
- Billy James, Les Humanoïdes Associés, novembre 1980
Scénario et dessin : Hugo Pratt
- 12 Corto Maltese 7 : Fable de Venise, Casterman, janvier 1981
Scénario et dessin : Hugo Pratt
- Fanfulla, Les Humanoïdes Associés, avril 1981
Scénario : Selva - Dessin : Hugo Pratt
- Ernie Pike, Chroniques de guerre 3, Glénat, mai 1981
Scénario : Hector Oesterheld - Dessin : Hugo Pratt
- 2 Fort Wheeling, 2e époque, Les Humanoïdes Associés, juin 1981
Scénario et dessin : Hugo Pratt - Couleurs : Anne Frognier
- L'As de pique, Les Humanoïdes Associés, Paris, 1982
Scénario : Alberto Ongaro - Dessin : Hugo Pratt, Mario Faustinelli
- Ticonderoga, Les Humanoïdes Associés, mars 1982
Scénario : Hector Oesterheld - Dessin : Hugo Pratt
- Simbad le marin, Bédésup, avril 1982
Scénario : Mario Faustinelli, Mino Milani, Hector Oesterheld, Hugo Pratt - Dessin : Hugo Pratt
- 2 Les Scorpions du désert 2 : Un fortin en Dancalie, Casterman, août 1982
Scénario et dessin : Hugo Pratt
- Récits de guerre, Du sable, rien que du sable, Dargaud, février 1983
Scénario et dessin : Hugo Pratt
- 13 Corto Maltese 8 : La Jeunesse 1904-1905, Casterman, mai 1983
Scénario et dessin : Hugo Pratt - Couleurs : Patrizia Zanotti
- 3 Les Scorpions du désert 3 : Conversation mondaine à Moululhe, Casterman, mai 1984
Scénario et dessin : Hugo Pratt
- 14 Corto Maltese 9 : La Maison dorée de Samarkand, Casterman, novembre 1986
Scénario et dessin : Hugo Pratt
- Un été indien, Casterman, 1987
Scénario : Hugo Pratt - Dessin et couleurs : Milo Manara
- 15 Corto Maltese 10 : Tango, Casterman, septembre 1987
Scénario et dessin : Hugo Pratt
- Luckstar O'Hara, Kesselring, 1988
Scénario et dessin : Hugo Pratt - Couleurs : Pajak & Pajak
- 16 Corto Maltese 11 : Les Helvétiques, Casterman, septembre 1988
Scénario et dessin : Hugo Pratt - Couleurs : Patrizia Zanotti

## 1990-1999
- Cato Zoulou, Casterman, septembre 1990
Scénario et dessin : Hugo Pratt - Couleurs : Patrizia Zanotti
- 17 Corto Maltese 12 : Mû, Casterman, octobre 1992
Scénario et dessin : Hugo Pratt - Couleurs : Patrizia Zanotti
- Koïnsky raconte... Deux ou trois choses que je sais d'eux, Casterman, avril 1993
Scénario et dessin : Hugo Pratt - Couleurs : Patrizia Zanotti
- Sonnets érotiques, Vertige Graphic, 1994
Scénario : Giorgio Baffo - Dessin et couleurs : Hugo Pratt
- 4 Les Scorpions du désert 4 : Brise de mer, Casterman, août 1994
Scénario et dessin : Hugo Pratt
- El Gaucho, Casterman, janvier 1995
Scénario : Hugo Pratt - Dessin : Milo Manara
- Saint-Exupéry, Le Dernier vol, Casterman, avril 1995
Scénario et dessin : Hugo Pratt - Couleurs : Patrizia Zanotti
- Dans un ciel lointain, Casterman, novembre 1996
Scénario et dessin : Hugo Pratt - Couleurs : Patrizia Zanotti
- Morgan, Casterman, novembre 1999
Scénario et dessin : Hugo Pratt - Couleurs : Patrizia Zanotti

## 2000-2009
- L'Assaut du Fort, Les Bons Enfants réunis, novembre 2003
Scénario : Alberto Ongaro - Dessin : Hugo Pratt
- 1 Corto 1 : La Jeunesse, Casterman, juin 2006
Scénario et dessin : Hugo Pratt - Couleurs : Patrizia Zanotti
- 2 Corto 2 : La Ballade de la mer salée, Casterman, juin 2006
Scénario et dessin : Hugo Pratt - Couleurs : Patrizia Zanotti
- 3 Corto 3 : Le Secret de Tristan Bantam, Casterman, juin 2006
Scénario et dessin : Hugo Pratt - Couleurs : Patrizia Zanotti
- 4 Corto 4 : Rendez vous à Bahia, Casterman, septembre 2006
Scénario et dessin : Hugo Pratt - Couleurs : Patrizia Zanotti
- 5 Corto 5 : Samba avec Tir Fixe, Casterman, septembre 2006
Scénario et dessin : Hugo Pratt - Couleurs : Patrizia Zanotti
- 6 Corto 6 : L'Aigle du Brésil, Casterman, septembre 2006
Scénario et dessin : Hugo Pratt - Couleurs : Patrizia Zanotti
- 7 Corto 7 : ... Et nous reparlerons des gentilshommes de fortune, Casterman, février 2007
Scénario et dessin : Hugo Pratt - Couleurs : Patrizia Zanotti
- 8 Corto 8 : À cause d'une mouette, Casterman, février 2007
Scénario et dessin : Hugo Pratt - Couleurs : Patrizia Zanotti
- 9 Corto 9 : Têtes et champignons, Casterman, février 2007
Scénario et dessin : Hugo Pratt - Couleurs : Patrizia Zanotti
- 10 Corto 10 : La Conga des bananes, Casterman, juin 2007
Scénario et dessin : Hugo Pratt - Couleurs : Patrizia Zanotti
- 11 Corto 11 : Vaudou pour monsieur le président, Casterman, juin 2007
Scénario et dessin : Hugo Pratt - Couleurs : Patrizia Zanotti
- 12 Corto 12 : La Lagune des beaux songes, Casterman, juin 2007
Scénario et dessin : Hugo Pratt - Couleurs : Patrizia Zanotti
- 13 Corto 13 : Fables et grands-pères, Casterman, octobre 2007
Scénario et dessin : Hugo Pratt - Couleurs : Patrizia Zanotti
- 14 Corto 14 : L'Ange à la fenêtre d'Orient, Casterman, octobre 2007
Scénario et dessin : Hugo Pratt - Couleurs : Patrizia Zanotti
- 15 Corto 15 : Sous le drapeau de l'argent, Casterman, octobre 2007
Scénario et dessin : Hugo Pratt - Couleurs : Patrizia Zanotti
- 16 Corto 16 : Concert en O mineur pour harpe et nitroglycérine, Casterman, mars 2008
Scénario et dessin : Hugo Pratt - Couleurs : Patrizia Zanotti
- 17 Corto 17 : Songe d’un matin d’hiver, Casterman, mars 2008
Scénario et dessin : Hugo Pratt - Couleurs : Patrizia Zanotti
- 18 Corto 18 : Côtes de nuits et roses de Picardie, Casterman, mars 2008
Scénario et dessin : Hugo Pratt - Couleurs : Patrizia Zanotti
- 19 Corto 19 : Burlesque entre Zuydcoote et Bray-Dunes, Casterman, juillet 2008
Scénario et dessin : Hugo Pratt - Couleurs : Patrizia Zanotti
- 20 Corto 20 : Au nom d'Allah le miséricordieux, Casterman, juillet 2008
Scénario et dessin : Hugo Pratt - Couleurs : Patrizia Zanotti
- 21 Corto 21 : Le Coup de grâce, Casterman, juillet 2008
Scénario et dessin : Hugo Pratt - Couleurs : Patrizia Zanotti
- 22 Corto 22 : Et d'autres Roméos et d'autres Juliettes, Casterman, septembre 2008
Scénario et dessin : Hugo Pratt - Couleurs : Patrizia Zanotti
- 23 Corto 23 : Les Hommes-léopards du Rufiji, Casterman, septembre 2008
Scénario et dessin : Hugo Pratt - Couleurs : Patrizia Zanotti
- 24 Corto 24 : Corto Maltese en Sibérie, Casterman, février 2009
Scénario et dessin : Hugo Pratt - Couleurs : Patrizia Zanotti
- 25 Corto 25 : Fable de Venise, Casterman, février 2009
Scénario et dessin : Hugo Pratt - Couleurs : Patrizia Zanotti

- WWII, Histoires de guerre, Casterman, 2009
Scénario et dessin : Hugo Pratt
- Sandokan, Le Tigre de Malaisie, Casterman, août 2009
Scénario : Mino Milani - Dessin : Hugo Pratt